# Schijndel
Schijndel a fost o comună și o localitate în provincia Brabantul de Nord, Țările de Jos.

## Localități componente
Schijndel, Wijbosch